# Amazon Kindle
Amazon Kindle [ˈʔæməzən 'kɪndl̩] (englisch to kindle‚ entzünden, entfachen) ist eine Produktserie von E-Book-Readern von Amazon. Mit den Geräten können elektronische Bücher (E-Bücher bzw. E-Books), elektronische Zeitschriften und elektronische Zeitungen (E-Papers) von Amazon heruntergeladen und gelesen werden.
Mit der vierten Version der E-Book-Reader stellte Amazon auch einen Tablet-Computer, den Kindle Fire vor.

## Geschichte
| November 2007 | Die erste Generation ist in den Vereinigten Staaten seit November 2007 erhältlich. Amazon bietet für seine Geräte nach eigenen Angaben über 1.215.000 elektronische Bücher und eine Reihe von elektronischen Zeitungen überwiegend in englischer Sprache an. |
| Februar 2009  | Die zweite Generation wird auf einer Pressekonferenz vorgestellt. Der Kindle 2 wurde sowohl technisch verbessert als auch im Design verändert. Die taiwanische Firma Prime View International Co., Ltd stellte den Kindle 2 und den Kindle DX im Auftrag von Amazon her. |
| März 2009     | Amazon bietet in den USA eine ebenfalls Kindle genannte Applikation für das Apple iPhone an. Weitere Anwendungen, mit denen die Kindle-Inhalte dargestellt werden können, gibt es für die Plattformen Windows, Mac OS X, iOS und Blackberry. |
| Juni 2009     | Im Juni 2009 übernahm Prime View International die US-amerikanische Firma E Ink Corporation, den Hersteller der Displays für den Kindle. |
| Oktober 2009  | Der Kindle ist auch außerhalb der USA erhältlich, so in Deutschland und in hundert weiteren Staaten. Bestellt werden konnte der Kindle lange Zeit nur über die US-Amazon-Seite, mittlerweile geht dies auch über die deutsche Amazon-Seite. Eine internationale Version des Kindles wurde verfügbar, in der ein 3G-Modul (UMTS-Modem) verbaut wurde, mit dem Inhalte weltweit auf den Kindle abgerufen werden können.         |
| Juni 2010     | Seit dem 28. Juni 2010 gibt es Kindle-Anwendungen für Android. |
| Januar 2011   | Seit Januar 2011 gibt es Kindle-Anwendungen für Windows Phone. |
| April 2011    | Die dritte Generation ist auch über Amazon.de verfügbar, jedoch weiterhin nur mit englischer Benutzerführung. Gleichzeitig eröffnete Amazon.de einen Kindle-Shop. |
| Oktober 2011  | Die vierte Generation der Kindle-Geräte Kindle 4 ist in Deutschland erhältlich, der Kindle Touch erst seit Frühjahr 2012 (seit 28. September 2011 in den USA). Erstmals enthalten die Geräte mehrsprachige Menüführungen und sind mit Touchscreen sowie in einer Version ohne Touchscreen erhältlich. Gleichzeitig stellte Amazon auch den Tablet-Computer Kindle Fire vor, der ab September 2014 nur noch Fire genannt wird. |
| Oktober 2012  | Die fünfte Generation ist in Deutschland bestellbar (in den USA am 6. September 2012 angekündigt). Beim Kindle Paperwhite handelt sich um einen E-Book-Reader mit hellerem Hintergrund und im Display integrierter Beleuchtung. |
| Oktober 2013  | Die sechste Generation des Kindle ist mit einer zweiten Generation des Kindle Paperwhite (angekündigt 3. September 2013) erhältlich. Die Kindle-Variante mit Hardwaretasten (Kindle 1 bis Kindle 5) wurde am 15. Oktober 2013 (nach Sonderangeboten von 25 Euro) vom Markt genommen. |
| November 2013 | Die 3G-Variante des Kindle Paperwhite (6. Generation) ist am 6. November 2013 erschienen. |
| Oktober 2014  | Die siebte Generation mit Kindle Voyage ist verfügbar. |
| 2015          | Die siebte Generation des Kindle ist mit einer dritten Generation des Kindle Paperwhite erhältlich. |
| April 2016    | Die achte Generation mit Kindle Oasis ist verfügbar. |
| Oktober 2017  | Eine neunte Generation wird mit einer Neuauflage des Kindle Oasis vorgestellt. |
| November 2018 | Die zehnte Generation wird mit einer Neuauflage Kindle Paperwhite vorgestellt. |
| 2019          | Die Neuauflage des Kindle und Kindle Oasis der zehnten Generation kommt in den Handel. |

## Technische Eckdaten
- Der Bildschirm der monochromen Kindle-Modelle basiert auf dem Konzept des elektronischen Papiers, was im Gegensatz zu Tablet-Computern und anderen Geräten mit TFT- oder AMOLED-Bildschirmen auch im Sonnenlicht mit hohem Kontrast gut zu lesen ist.
- Die Kindle-Modelle mit dem Zusatz 3G haben eine Mobilfunk-Schnittstelle, mit der über das sogenannte Whispernet ohne zusätzliche Übertragungsentgelte weltweit elektronische Bücher, Zeitschriften und Zeitungen aus dem Kindle-Store, dem Webshop von Amazon, gekauft oder abonniert werden können. Als Leseprobe kann der Anfang jedes E-Books kostenlos gelesen werden, nach Bezahlung wird das gesamte E-Book auf den Kindle übertragen.
- Die gekauften Bücher, Zeitschriften und Zeitungen können durch eine Digitale Rechteverwaltung (DRM) geschützt sein.
- Unterstützte Anzeigeformate sind Kindle (.azw), Text (.txt), Bild (.jpeg, .gif, .png, .bmp), Portable Document Format (.pdf) und Mobipocket (.mobi, .prc).
- Der Kindle (bis 3. Generation und Keyboard, Touch) kann auch Audiodateien in den Formaten MP3 (.mp3) und Audible Audio (.aa) abspielen und hat neben einem eingebauten Lautsprecher auch einen 3,5-mm-Klinke-Stereo-Ausgang.
- Ein Teil der Systemsoftware der E-Book-Reader basiert auf GNU/Linux; der Quelltext der benutzten Open-Source-Software ist von Amazon schon vor dem Verkaufsbeginn des ersten Kindle veröffentlicht worden. Der Quellcode der Eigenentwicklungen wurde nicht veröffentlicht.[13][14]
- Das Portable Document Format (.pdf) wird mit ganzer Zeile angezeigt und wird nicht automatisch umgebrochen; eine Zoom-Funktion besteht durch gleichzeitiges Berühren mit zwei Fingern und Auseinanderziehen.

## Geräte
Hinweis: „(x. Generation)“ ist Bestandteil der Gerätebezeichnung!

### Kindle

#### Kindle (1. Generation)

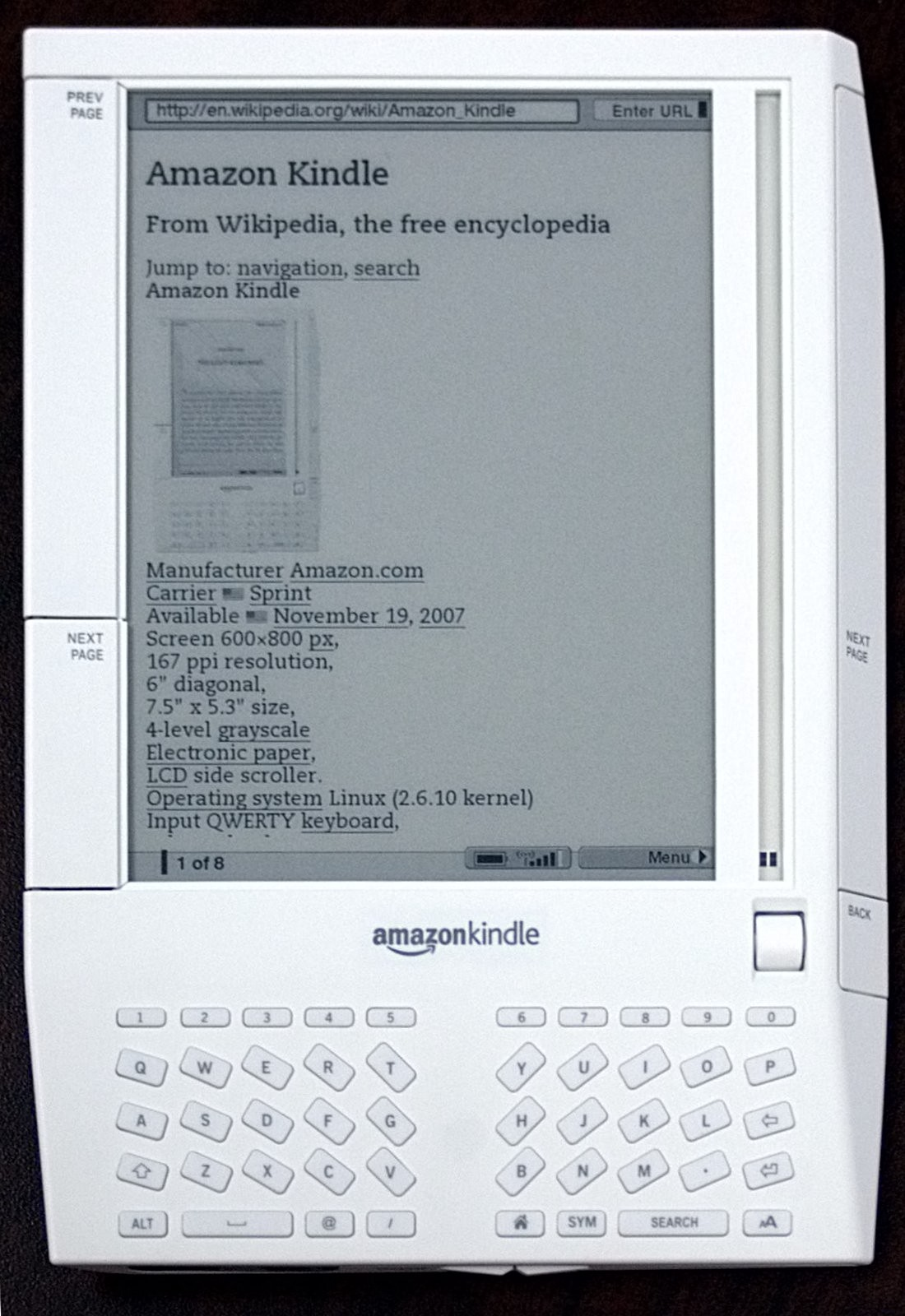
Amazon Kindle, erste Version

Das erste Modell des Kindle (2007) wurde am 19. November 2007 vorgestellt und zum Preis von 399 US-Dollar verkauft. Die Akkulaufzeit betrug bei eingeschalteter Drahtlosschnittstelle rund zwei Tage, bei ausgeschalteter Drahtlosschnittstelle etwa 8000 Seitenwechsel. Das Gerät wog 292 Gramm und maß 19,1×13,5×1,8 Zentimeter. Es enthielt einen 15,2 cm-Graustufen-Bildschirm mit 600×800 Pixeln und verfügte über 256 MB internen Speicher für ca. 200 Bücher. Der Speicher ließ sich mit SD-Speicherkarten erweitern, so dass dort weiter Bücher abgelegt werden konnte. Der Inhalt war bei Amazon über das US-weite EVDO-3G-Datennetz der Sprint Corporation über ein dediziertes Verbindungsprotokoll erhältlich, das Amazon Whispernet nannte. Amazon hat den Kindle der ersten Generation nicht außerhalb der USA verkauft.
| Prozessor:     | 400 MHz                                                              |
| RAM:           | 64 MB                                                                |
| Speicher:      | 256 MB (180 MB verfügbar)                                            |
| Display:       | 6 Zoll, 600 × 800 Pixel, 167 PPI, 4 Graustufen                       |
| Konnektivität: | USB 2.0, WLAN, EVDO 3G Mobilfunk, SD Card, 3.5 mm Kopfhöreranschluss |
| Akku:          | 1,53 Ah                                                              |
| Abmessung:     | 203 mm × 135 mm × 20 mm                                              |
| Gewicht:       | 290 g                                                                |

#### Kindle (2. Generation)

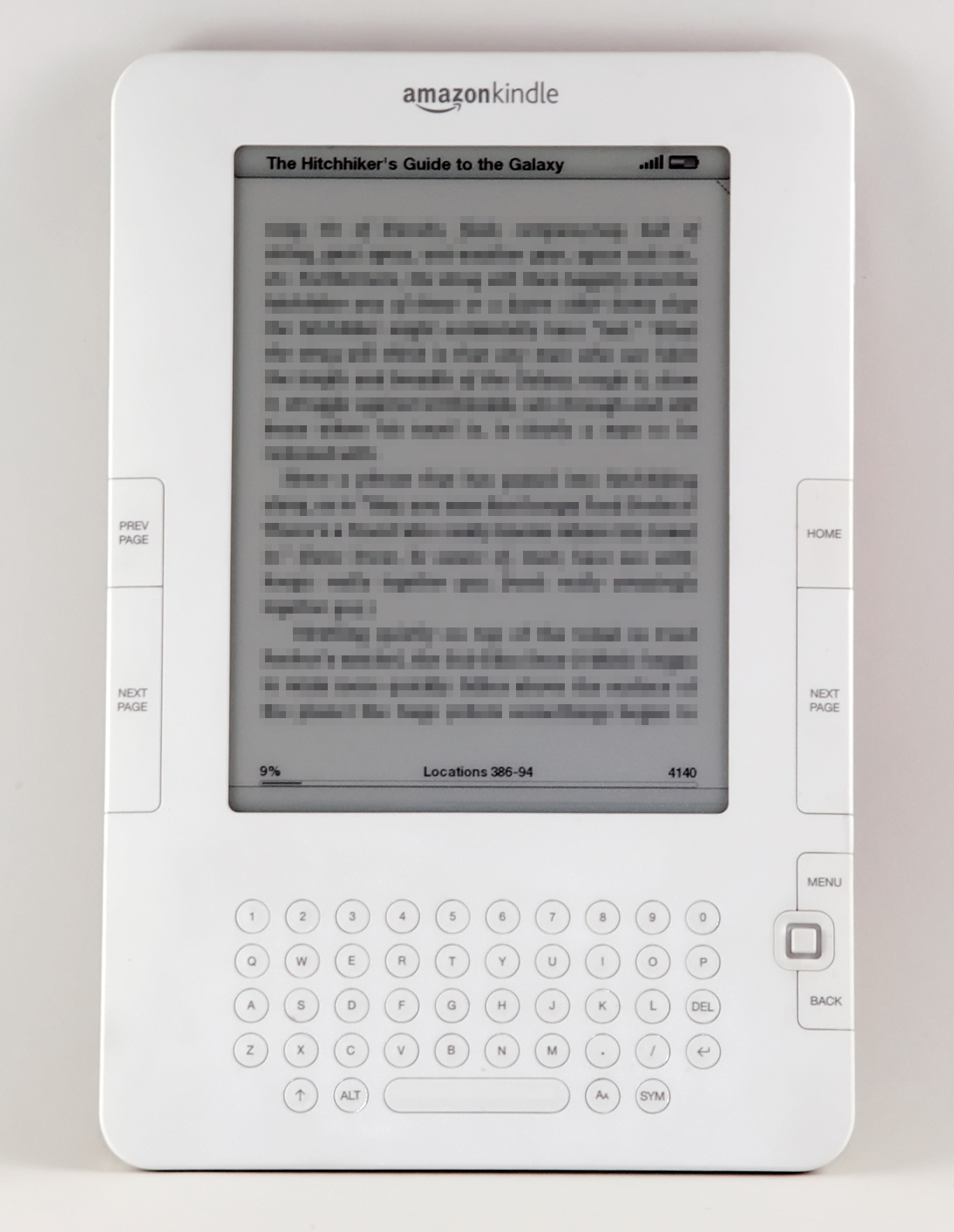
Amazon Kindle 2

Am 9. Februar 2009 kündigte Amazon die zweite Generation des Kindle, den Kindle 2 (2009) an, der seit dem 23. Februar 2009 zum Preis von $359 und ab Juni 2010 für $189. verkauft wurde. Seit dem 19. Oktober 2009 wurde in den USA zusätzlich zum ursprünglichen US-Modell eine internationale Version angeboten, die andere Telekommunikationsnetze nutzte. Die USA-Version verwendete CDMA2000 für die Verwendung im Sprint-Netzwerk. In der internationalen Version wurden Standard-GSM und 3G-GSM verwendet, sodass es im US-Mobilfunknetz von AT & T und international in 100 anderen Ländern verwendet werden kann. Am 22. Oktober 2009 wurde die rein amerikanische Version aus dem Handel genommen.
Im Vergleich zum Vorgänger verfügte das Gerät dank 1530 mAh Kapazität über eine längere Batterielaufzeit, einen um rund 20 Prozent schnelleren Bildaufbau sowie eine Sprachausgabe; zudem wurde die Dicke des Gerätes von etwa 2 auf 1 Zentimeter reduziert und dabei der Steckplatz für SD-Speicherkarten eingespart und verfügt über 2 GB internen Speicher, wovon 1,4 GB dem Nutzer zur Verfügung stehen, sodass dort bis zu circa 1500 Bücher abgelegt werden konnten.
Um den Absatz zu fördern, wurde Stephen Kings seinerzeit neue Novelle UR exklusiv für den Kindle verfügbar gemacht.
| Prozessor:     | 532 MHz                                          |
| RAM:           | 32 MB                                            |
| Speicher:      | 2 GB (1,4 GB verfügbar)                          |
| Display:       | 6 Zoll, 600 × 800 Pixel, 167 PPI, 16 Graustufen  |
| Konnektivität: | USB 2.0, Mobilfunk 3G, Kopfhöreranschluss 3.5 mm |
| Akku:          | 1,53 Ah                                          |
| Abmessung:     | 203 mm × 135 mm × 9 mm                           |
| Gewicht:       | 290 g                                            |

#### Kindle Keyboard (3. Generation)

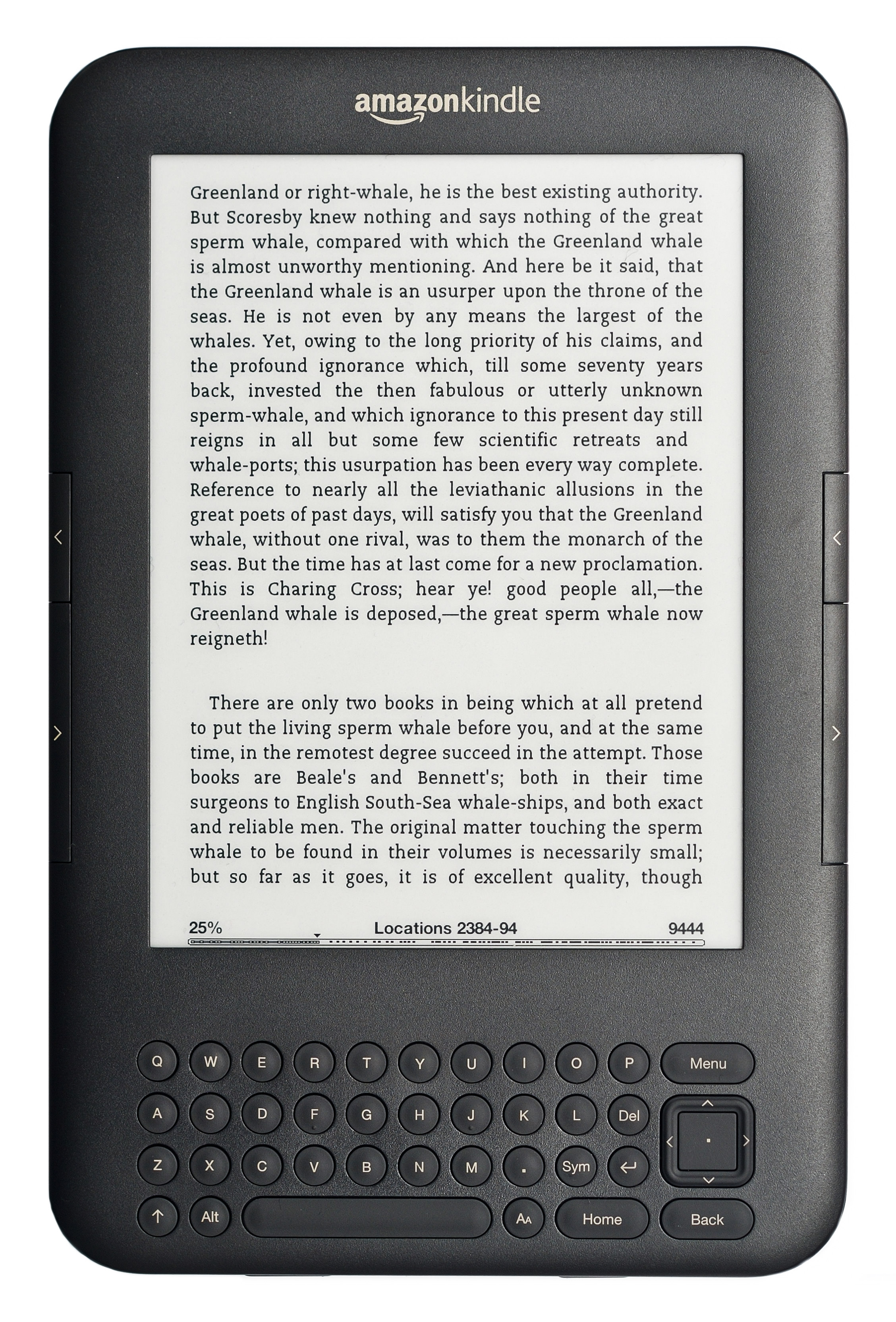
Amazon Kindle 3 (Kindle Keyboard)

Am 29. Juli 2010 kündigte Amazon die dritte Generation des Kindle an, den Kindle 3 (2010), die im Vergleich zu ihren Vorgängern flacher, schneller und günstiger ist. Das Gerät wurde seit August 2010 ausgeliefert und ist in Versionen mit und ohne UMTS erhältlich. Der Preis sank dabei auf 139 US-Dollar beziehungsweise 189 Dollar, je nach Ausstattung. Die Displaygröße der zweiten Generation von sechs Zoll wurde beibehalten, allerdings war eine Erhöhung des Kontrasts um 50 Prozent gelungen. Dank WLAN und des auf WebKit basierenden und als experimentell bezeichneten Browsers ist das Betrachten von Web-Inhalten möglich, etwa Artikel von Online-Magazinen (Article Mode). Der Kindle 3 wurde ab April 2011 bei Amazon Deutschland angeboten, ab dem 28. September 2011 in Abgrenzung zum Kindle Touch als Kindle Keyboard 3G.
| Prozessor:     | 532 MHz                                                                   |
| RAM:           | 256 MB                                                                    |
| Speicher:      | 4 GB (3 GB verfügbar)                                                     |
| Display:       | 6 Zoll, 600 × 800 Pixel, 167 PPI, 16 Graustufen                           |
| Konnektivität: | USB 2.0, WLAN 802.11b/g, 3.5 mm Kopfhöreranschluss, optional Mobilfunk 3G |
| Akku:          | 1,75 Ah                                                                   |
| Abmessung:     | 191 mm × 122 mm × 9 mm                                                    |
| Gewicht:       | 241 g                                                                     |

#### Kindle (4. Generation)

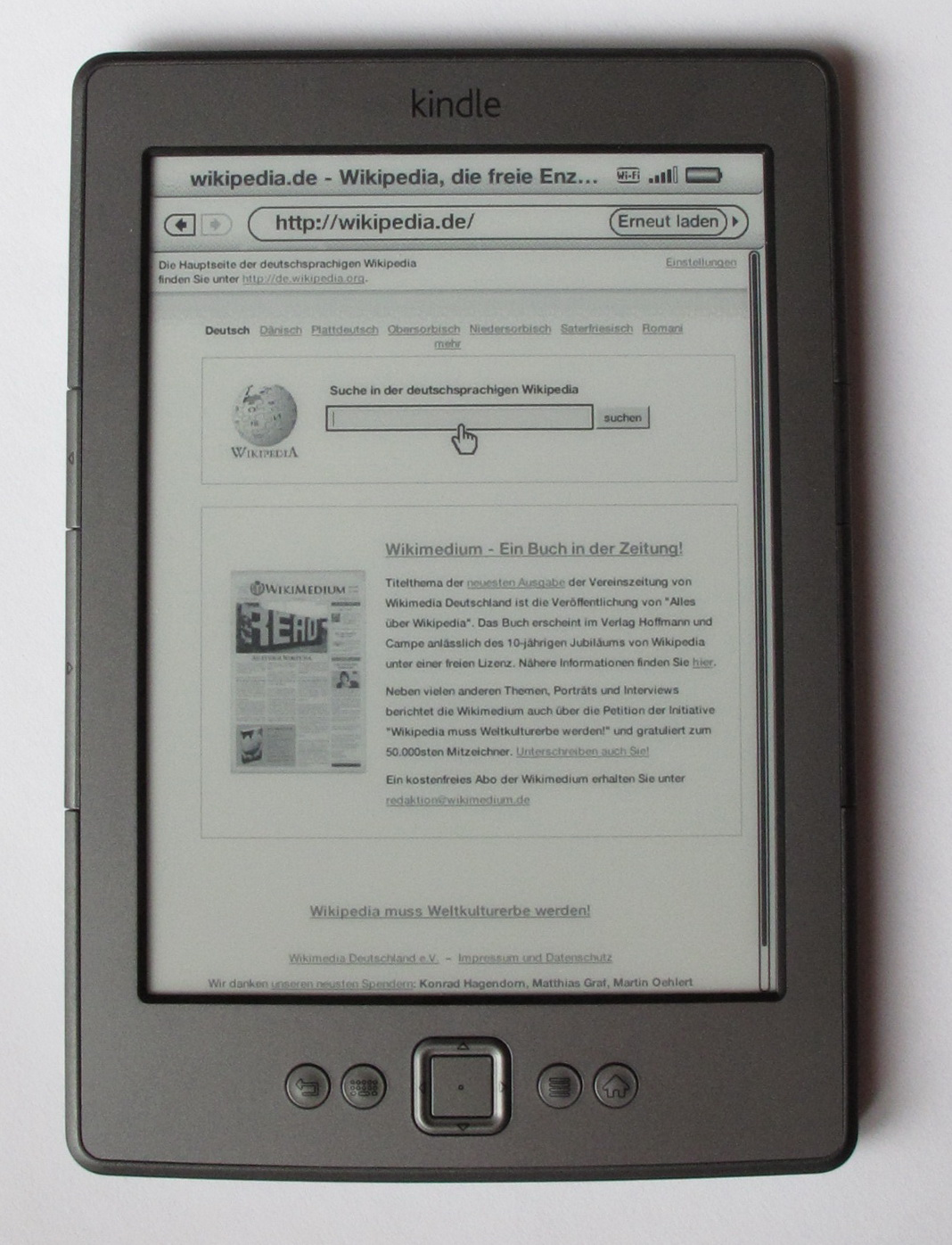
Amazon Kindle 4

Im Februar 2011 erschien die vierte Generation des Kindle, der Kindle 4 (2011). Er hat keine physische Tastatur, Texteingaben werden über eine virtuelle Tastatur vorgenommen, was erstmals auch europäische Sonderzeichen ermöglicht. Zur Navigation und zum Blättern stehen Hardwaretasten und ein Hardware-Cursorpad zur Verfügung. Mit einem Gewicht von 170 Gramm war es der bis dato leichteste Kindle.
Die Geräte bieten ein 6-Zoll-E-Ink-Display, das standardmäßig so eingestellt ist, dass ein kompletter Refresh der Anzeige erst nach jeder sechsten Seite erfolgt. Das hat den positiven Effekt, dass das Umblättern viel flüssiger ist und das für den Refresh nötige Invertieren der Seite weniger häufig erfolgt. Der Nachteil ist, dass es zu Ghosting-Effekten kommt, d. h. auf einer Seite bleiben, wenn auch nur schwach erkennbar, Reste der vorigen Seite zurück. Gegenüber dem Vorgänger-Modell sind Akku-Kapazität und Speichergröße reduziert und der Audio-Teil und damit die Vorlesefunktion ist entfallen.
Es hat ein graphitfarbenes Gehäuse.
| Prozessor:     | 800 MHz                                         |
| RAM:           | 256 MB                                          |
| Speicher:      | 2 GB (1,25 GB verfügbar)                        |
| Display:       | 6 Zoll, 600 × 800 Pixel, 167 PPI, 16 Graustufen |
| Konnektivität: | USB 2.0, WLAN 802.11b/g/n                       |
| Akku:          | 890 mAh                                         |
| Abmessung:     | 165 mm × 114 mm × 9 mm                          |
| Gewicht:       | 170 g                                           |

#### Kindle (5. Generation)

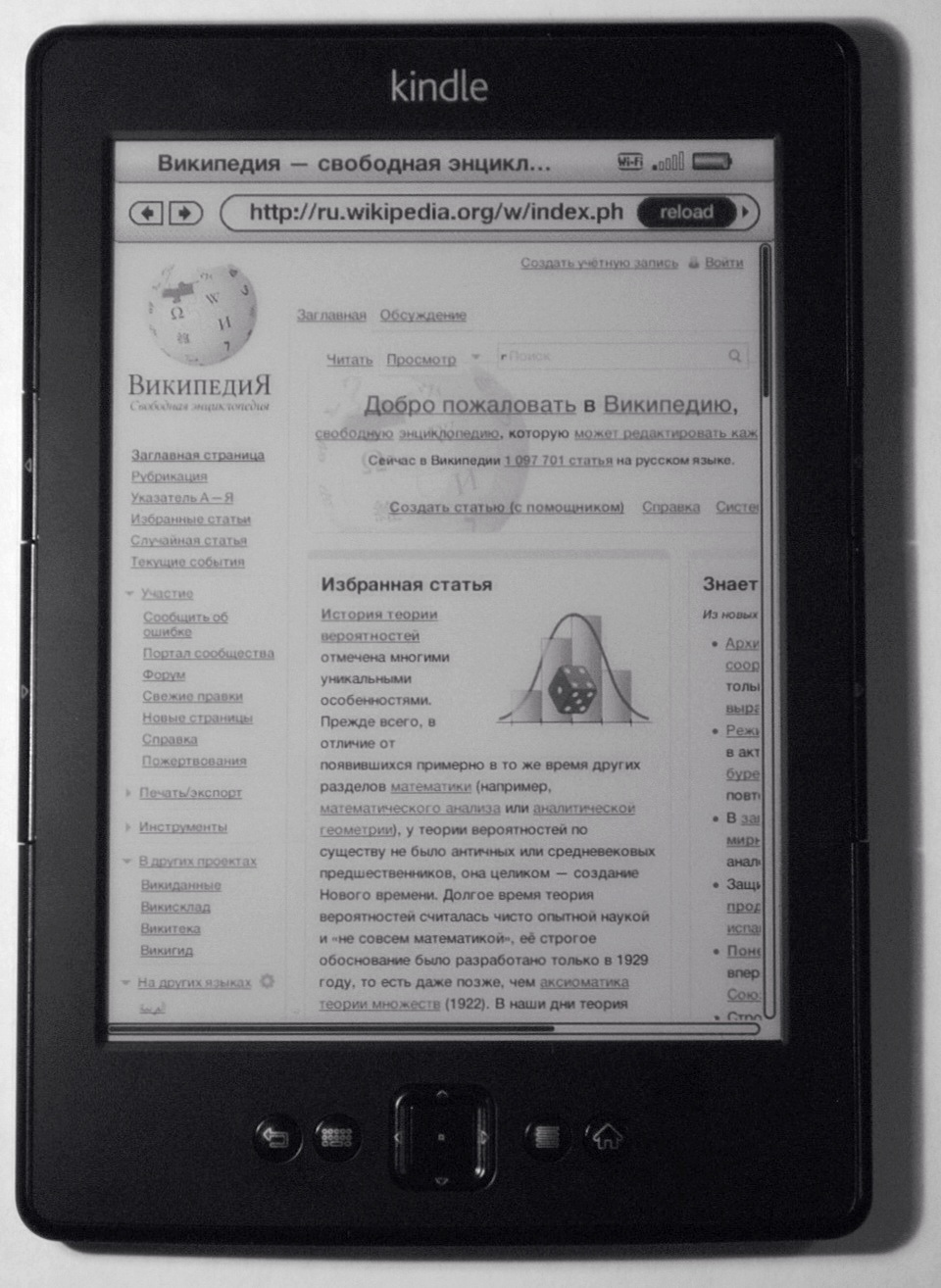
Amazon Kindle 5

Im September 2012 wurde das Kindle 5 mit einem schwarzen Gehäuse veröffentlicht.
| Prozessor:     | 800 MHz                                         |
| RAM:           | 256 MB                                          |
| Speicher:      | 2 GB (1,25 GB verfügbar)                        |
| Display:       | 6 Zoll, 600 × 800 Pixel, 167 PPI, 16 Graustufen |
| Konnektivität: | USB 2.0, WLAN 802.11b/g/n                       |
| Akku:          | 890 mAh                                         |
| Abmessung:     | 165 mm × 114 mm × 9 mm                          |
| Gewicht:       | 170 g                                           |

#### Kindle (7. Generation)
Seit dem 2. Oktober 2014 ist der Kindle 7 (2014) mit 167 ppi und berührungsempfindlichem Bildschirm erhältlich
| Prozessor:     | 1 GHz                                           |
| RAM:           | 256 MB                                          |
| Speicher:      | 4 GB (3 GB verfügbar)                           |
| Display:       | 6 Zoll, 600 × 800 Pixel, 167 PPI, 16 Graustufen |
| Konnektivität: | USB 2.0, WLAN 802.11b/g/n                       |
| Akku:          | 890 mAh                                         |
| Abmessung:     | 170 mm × 119 mm × 10 mm                         |
| Gewicht:       | 191 g                                           |

#### Kindle (8. Generation)
Das Kindle 8 erschien im Juli 2016 und hat keine physischen Tasten auf der Vorderseite des Geräts. Es wird mit weißem und schwarzem Gehäuse hergestellt. Es unterstützt Bluetooth.
| Prozessor:     | 1 GHz                                           |
| RAM:           | 512 MB                                          |
| Speicher:      | 4 GB (3 GB verfügbar)                           |
| Display:       | 6 Zoll, 600 × 800 Pixel, 167 PPI, 16 Graustufen |
| Konnektivität: | USB 2.0, WLAN 802.11b/g/n, Bluetooth            |
| Akku:          | ? mAh                                           |
| Abmessung:     | 160 mm × 114 mm × 9 mm                          |
| Gewicht:       | 161 g                                           |

#### Kindle (10. Generation)
Am 20. März 2019 kündigte Amazon den Kindle 9 an, der das erste Frontlicht auf einem einfachen Kindle bietet. Das Frontlicht verwendet 4 LEDs im Vergleich zum Paperwhite mit 5 LEDs. Kindle 9 verwendet ein 6-Zoll-Display mit einem höheren Kontrast als frühere Basis-Kindles und hat dieselbe Auflösung von 167 ppi. Es wird mit weißem und schwarzem Gehäuse hergestellt und es können über Bluetooth Kopfhörer oder externe Lautsprecher angeschlossen werden.
| Prozessor:     | 800 MHz                                                                       |
| RAM:           | 512 MB                                                                        |
| Speicher:      | 4 GB (2,5 GB verfügbar)                                                       |
| Display:       | 6 Zoll, 600 × 800 Pixel, 167 PPI, 16 Graustufen, 4 LED-Hintergrundbeleuchtung |
| Konnektivität: | microUSB 2.0, WLAN 802.11b/g/n, Bluetooth                                     |
| Akku:          | ? mAh                                                                         |
| Abmessung:     | 160 mm × 113 mm × 9 mm                                                        |
| Gewicht:       | 174 g                                                                         |

### Kindle DX

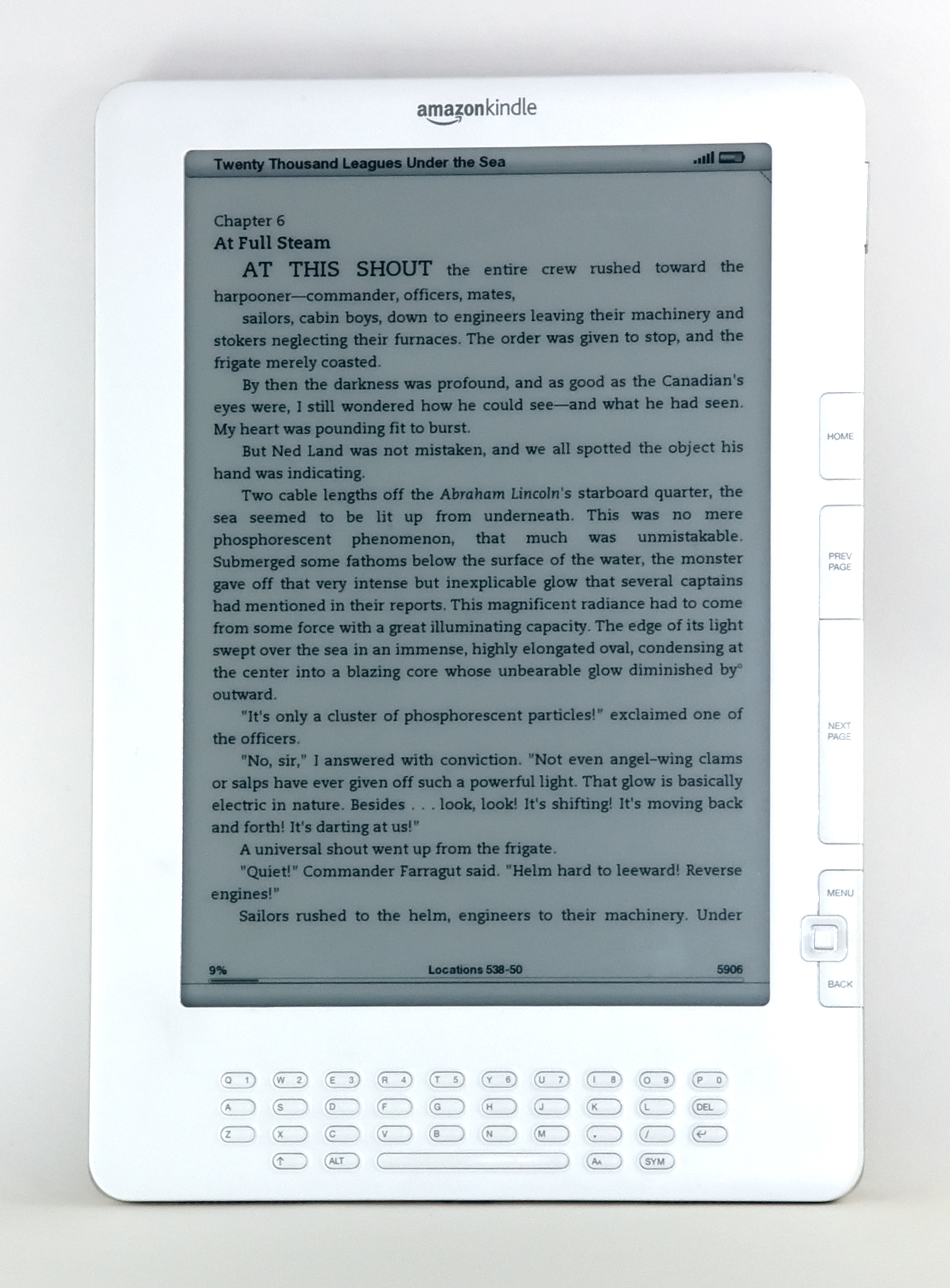
Amazon Kindle DX

#### Kindle DX (2. Generation)
Am 6. Mai 2009 kündigte Amazon den Kindle DX (2009) mit 9,7-Zoll-E-Ink-Bildschirm und 16 Graustufen an. Die Auflösung beträgt 1200×824 Pixel bei 150 ppi. Das Gehäuse ist 264×180 mm groß und 9,7 mm dick und enthält eine Tastatur. Das Gewicht beträgt 536 Gramm. Der Kindle DX kam am 10. Juni 2009 in den US-Handel (Mai 2009, Weiß, US Wireless). Dieses Gerät verfügt über einen größeren Bildschirm als der Standard-Kindle und unterstützt PDF-Dateien. Es wird als besser geeignet für die Anzeige von Zeitungs- und Lehrbuchinhalten vermarktet, enthält integrierte Lautsprecher und verfügt über einen Beschleunigungsmesser mit dem Benutzer Seiten nahtlos zwischen Quer- und Hochformat drehen können, wenn der Kindle DX auf die Seite gedreht wird. Das Gerät kann nur in den USA eine Verbindung zu Whispernet herstellen.
Am 19. Januar 2010 wurde die internationale Version des Kindle DX in über 100 Ländern veröffentlicht. Die internationale Version des Kindle DX ist dieselbe wie die des Kindle DX, außer dass internationale 3G-Daten unterstützt werden (Weiß, International Wireless).
| Prozessor:     | 532 MHz                                            |
| RAM:           | 128 MB                                             |
| Speicher:      | 4 GB (3 GB verfügbar)                              |
| Display:       | 9,7 Zoll, 824 × 1200 Pixel, 150 PPI, 16 Graustufen |
| Konnektivität: | USB 2.0, Mobilfunk 3G, Kopfhöreranschluss 3.5 mm   |
| Akku:          | 1,53 Ah                                            |
| Abmessung:     | 264 mm × 183 mm × 10 mm                            |
| Gewicht:       | 540 g                                              |

#### Kindle DX (Graphite)
Am 1. Juli 2010 veröffentlichte Amazon den Kindle DX Graphite (DXG) weltweit. Das DXG verfügt über ein E-Ink-Display mit einem um 50 % besseren Kontrastverhältnis aufgrund der E-Ink-Pearl-Technologie und ist nur in einer Graphitgehäusefarbe erhältlich. Es wird spekuliert, dass die Änderung der Gehäusefarbe die Wahrnehmung des Kontrastverhältnisses weiter verbessern soll, da einige Benutzer das vorherige weiße Gehäuse als hervorgehoben empfanden, dass der E-Ink-Hintergrund hellgrau und nicht weiß ist. Wie der Kindle DX verfügt er nicht über eine Wi-Fi-Verbindung. Der DXG ist eine Mischung aus Hardware der dritten Generation und Software der zweiten Generation. Die CPU hat die gleiche Geschwindigkeit wie die CPU des Kindle Keyboards, aber der DXG hat nur die Hälfte des Systemspeichers (128 MB). Aufgrund dieser Unterschiede wird auf dem DXG dieselbe Firmware wie auf dem Kindle 2 ausgeführt. Daher kann DXG keine internationalen Schriftarten wie Kyrillisch, Chinesisch oder andere nicht lateinische Schriftarten anzeigen. Die PDF-Unterstützung und der Webbrowser sind auf die Übereinstimmung mit dem Kindle 2 beschränkt Eigenschaften.
Amazon hat den Kindle DX im Oktober 2012 aus dem Verkauf genommen, ihn jedoch im September 2013 für einige Monate wieder verfügbar gemacht. Die Verwendung von 3G-Daten ist beim Zugriff auf den Kindle Store und Wikipedia kostenlos. Das Herunterladen persönlicher Dokumente über 3G-Daten kostet etwa 1 USD pro Megabyte. Die Akkulaufzeit beträgt bei eingeschaltetem 3G etwa eine Woche und bei ausgeschaltetem 3G zwei Wochen. Text-to-Speech und MP3-Wiedergabe werden unterstützt.

### Kindle Touch

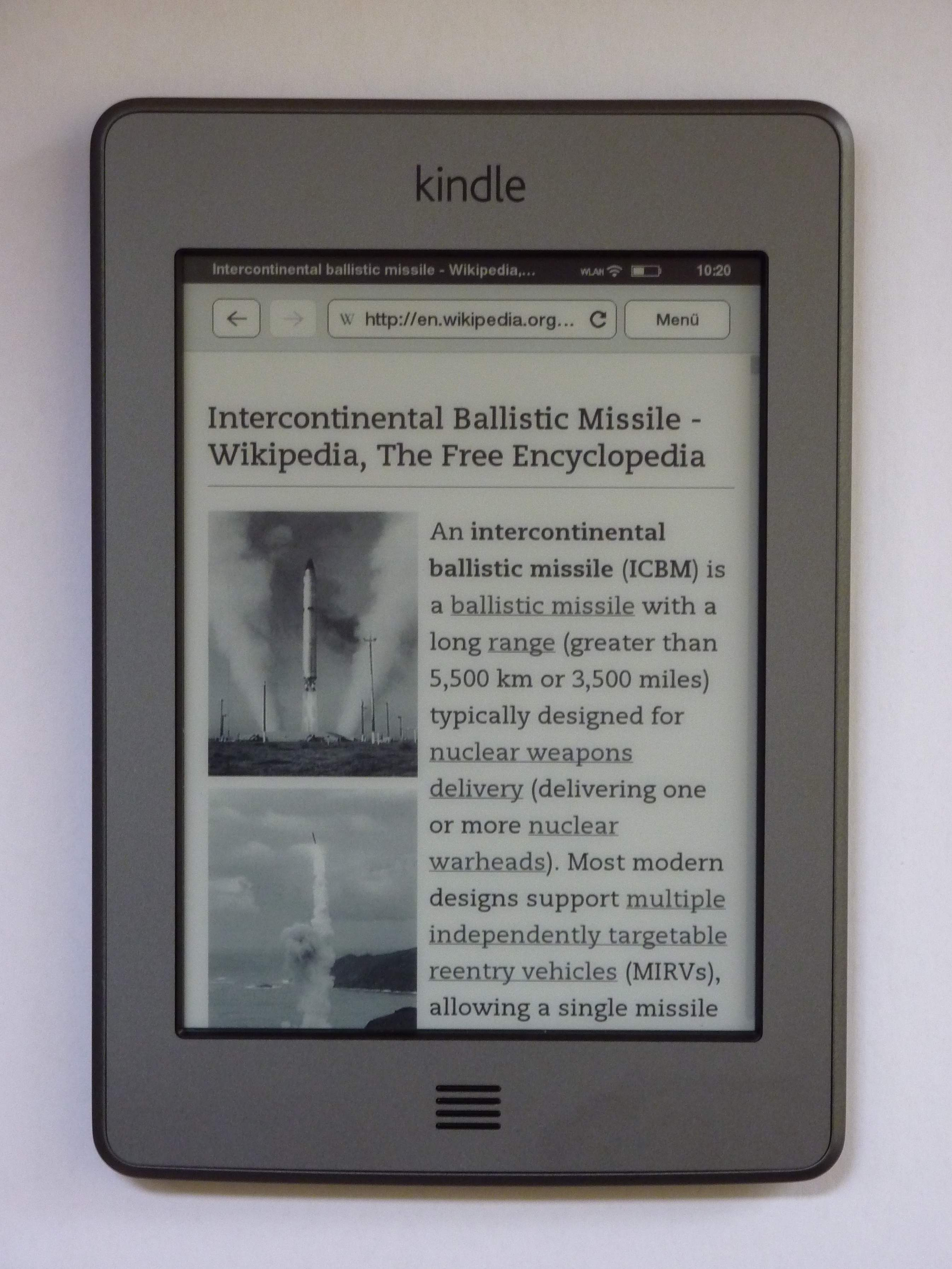
Amazon Kindle Touch

#### Kindle Touch (4. Generation)
Im September 2011 erschienen der Kindle Touch. Er verfügt über einen optischen Touchscreen und entspricht bei der Akku-Kapazität und Speichergröße dem Kindle Keyboard. Die Variante Kindle Touch 3G verfügt zusätzlich über eine Mobilfunk-Komponente.
Im Juli 2012 wurde eine Sicherheitslücke im Browser bekannt, durch die sich mit dem Aufruf einer präparierten Webseite beliebige Befehle als root-Nutzer auf dem Gerät ausführen lassen. Die Lücke wird aktiv von einem webbasierten Jailbreak ausgenutzt, wodurch sich der Kindle Touch durch den Besuch einer speziellen Website entsperren lässt.
Amazon nahm den Kindle Touch (2012) schrittweise vom Markt. Oktober 2012 war das Gerät nicht mehr in Großbritannien erhältlich, andere Länder folgten.
| Prozessor:     | 800 MHz                                                                       |
| RAM:           | 256 MB                                                                        |
| Speicher:      | 4 GB (3 GB verfügbar)                                                         |
| Display:       | 6 Zoll, 600 × 800 Pixel, 167 PPI, 16 Graustufen                               |
| Konnektivität: | USB 2.0, WLAN 802.11b/g/n, Kopfhöreranschluss (3.5 mm), optional Mobilfunk 3G |
| Akku:          | 1,42 Ah                                                                       |
| Abmessung:     | 173 mm × 119 mm × 10 mm                                                       |
| Gewicht:       | 213 g (WLAN), 220 g (WLAN + 3G)                                               |

### Kindle Paperwhite

#### Kindle Paperwhite (5. Generation)

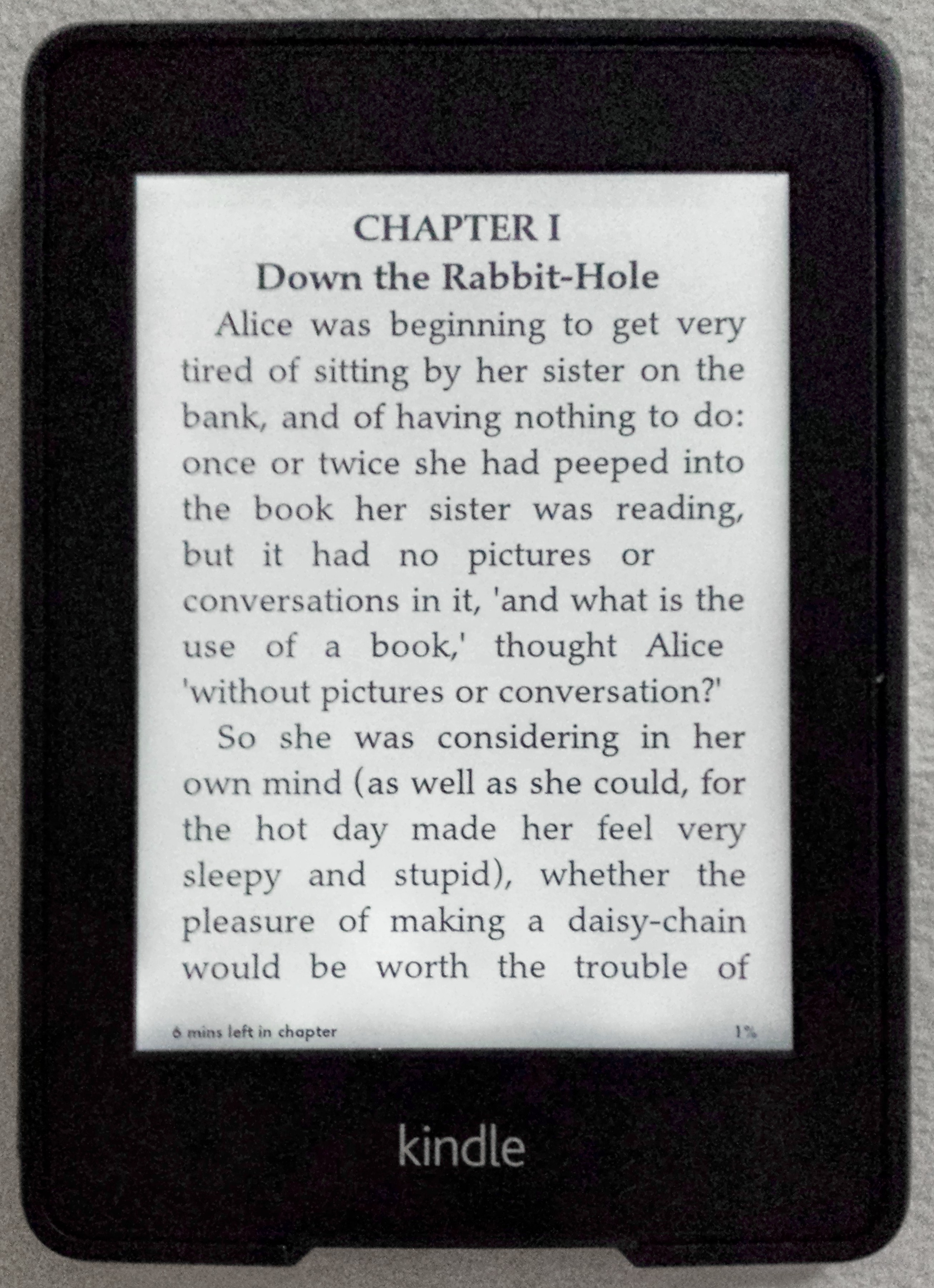
Erste Generation des Kindle Paperwhite

Der Kindle Paperwhite ist seit Oktober 2012 in den USA und in Europa ab November 2012 verfügbar. Es hat ein Display mit höherer Auflösung (212 ppi, 1024 × 758 Pixel, fast XGA) und einer für höheren Kontrast sorgenden Beleuchtung. Mit 213 Gramm Gewicht ist es rund ein Viertel schwerer als der bis dato leichteste Kindle und 15 % schwerer als der Kobo Glo oder der Cybook Odyssey HD FrontLight mit ähnlichen Eckdaten. Das Gerät hat 1359 MB Speicherplatz. Nach mehrfacher Kritik wies Amazon darauf hin, dass die Ausleuchtung am unteren Rand nicht unbedingt gleichmäßig ist. Kritisiert wird weiterhin das Fehlen von Hardware-Buttons zum Blättern, die Auswahl mitgelieferter Schriften und dass die Software keine automatische Silbentrennung beherrscht, um den Blocksatz ausgeglichener erscheinen zu lassen. Software-Updates beinhalten u. a. Optimierungen der Schrifttypen.
| Prozessor:     | 800 MHz                                                                      |
| RAM:           | 256 MB                                                                       |
| Speicher:      | 2 GB (1,25 GB verfügbar)                                                     |
| Display:       | 6 Zoll, 768 × 1024 Pixel, 212 PPI, 16 Graustufen, LED-Hintergrundbeleuchtung |
| Konnektivität: | USB 2.0, WLAN 802.11b/g/n                                                    |
| Akku:          | 1,47 Ah                                                                      |
| Abmessung:     | 170 mm × 117 mm × 9 mm                                                       |
| Gewicht:       | 213 g                                                                        |

#### Kindle Paperwhite (6. Generation)

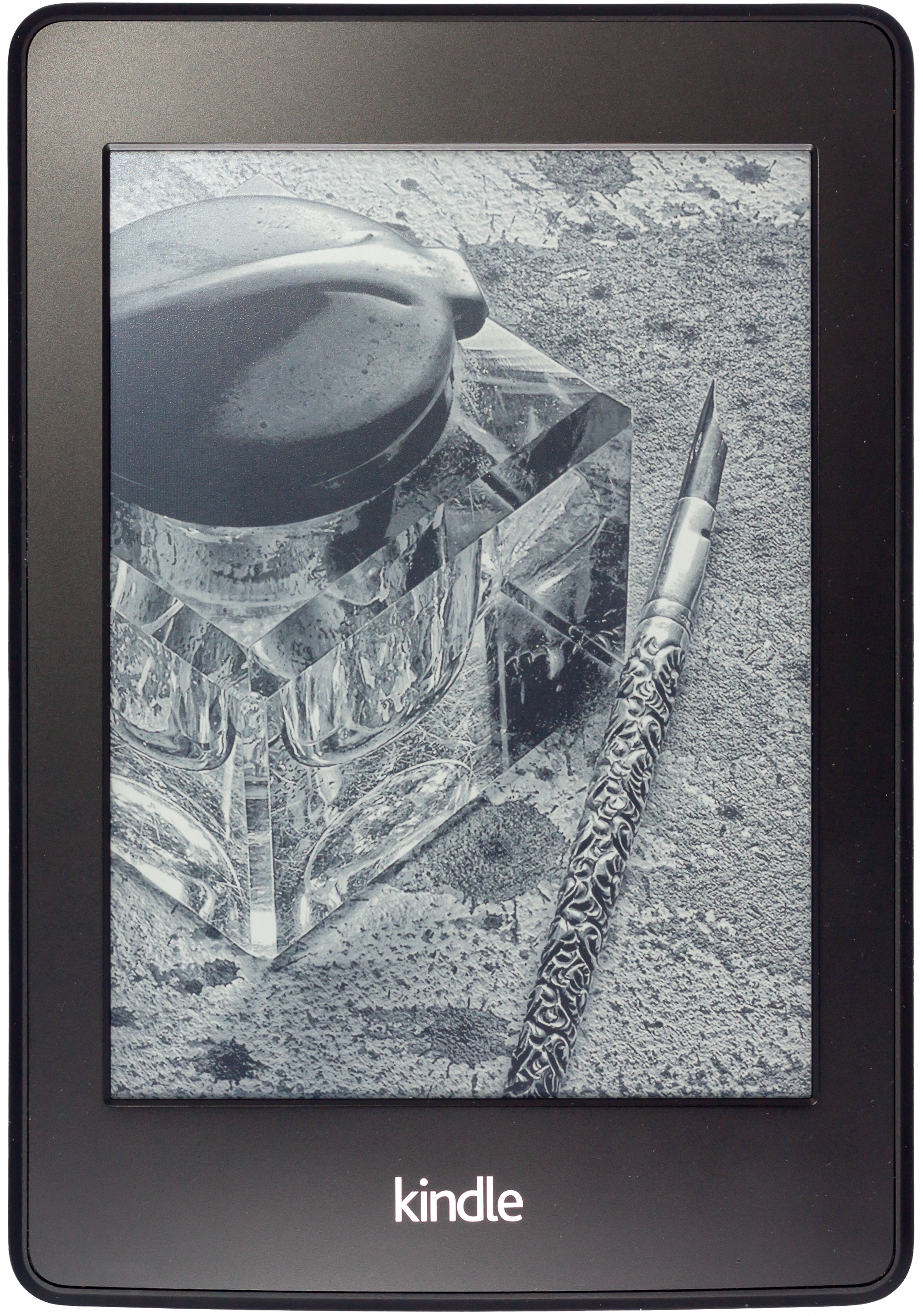
Zweite Generation des Kindle Paperwhite

Die zweite Generation des Kindle Paperwhite (Modell 2013) ist mit der Bildschirmtechnologie E-Ink-Carta ausgestattet. Diese liefert durch bessere Schwarz- und Weißwerte einen laut Amazon um 50 % erhöhten Kontrast im Vergleich zu der früher verwendeten E-Ink-Pearl-Technik. Amazon gibt außerdem an, die Bildschirmbeleuchtung verbessert, einen 25 % schnelleren Prozessor eingebaut und das Gitter des Touchscreens um 19 % engmaschiger gemacht zu haben. Die Maße des Geräts haben sich nicht verändert, das Gewicht hat sich von 213 auf 206 Gramm verringert. Neben den Neuerungen an der Hardware gibt es außerdem einige kleinere Änderungen an der Software, wie beispielsweise die Integration des sozialen Lesenetzwerks Goodreads. Der Preis des neuen Modells entspricht dem des vorherigen Modells und gibt es ebenfalls nur in der Farbe Schwarz.
Geräte ab Produktionsdatum Juli 2014 haben 3174 MB verfügbaren Speicherplatz.
| Prozessor:     | 1 GHz                                                                        |
| RAM:           | 256 MB                                                                       |
| Speicher:      | 2 GB (1,25 GB verfügbar) bzw. 4 GB (3 GB verfügbar)                          |
| Display:       | 6 Zoll, 768 × 1024 Pixel, 212 PPI, 16 Graustufen, LED-Hintergrundbeleuchtung |
| Konnektivität: | USB 2.0, WLAN 802.11b/g/n, optional Mobilfunk 3G                             |
| Akku:          | 1,47 Ah                                                                      |
| Abmessung:     | 170 mm × 117 mm × 9 mm                                                       |
| Gewicht:       | 206 g (WLAN)                                                                 |

#### Kindle Paperwhite (7. Generation)
Die dritte Generation des Kindle Paperwhite (Modell 2015) hat eine Bildschirmauflösung von 300 ppi und ist in den Farben Schwarz und Weiß erhältlich.
| Prozessor:     | 800 MHz                                                                       |
| RAM:           | 512 MB                                                                        |
| Speicher:      | 4 GB (3 GB verfügbar)                                                         |
| Display:       | 6 Zoll, 1072 × 1448 Pixel, 300 PPI, 16 Graustufen, LED-Hintergrundbeleuchtung |
| Konnektivität: | USB 2.0, WLAN 802.11b/g/n, optional Mobilfunk 3G                              |
| Akku:          | 1,32 Ah                                                                       |
| Abmessung:     | 170 mm × 117 mm × 9 mm                                                        |
| Gewicht:       | 205 g (WLAN) bzw. 217 g (WLAN + 3G)                                           |

#### Kindle Paperwhite (10. Generation)
Amazon hat die vierte Generation des Kindle Paperwhite (Modell 2018) am 7. November 2018 veröffentlicht.
Es verfügt über ein 6-Zoll-Display mit Kunststofffläche nach Amazons eigenem Design mit 300 ppi und einen bündigen Bildschirm mit fünf LED-Leuchten. Es ist wasserdicht mit einer IPX8-Einstufung, so dass es bis zu eine Stunde lang zwei Meter tief in Süßwasser getaucht werden kann. Es unterstützt die Wiedergabe von Hörbüchern durch Verbindung mit externen Bluetooth-Lautsprechern oder -Kopfhörern.
| 08 GB, | WLAN,          | 120 EUR mit Werbung, | 140 EUR ohne Werbung |
| 32 GB, | WLAN,          | 150 EUR mit Werbung, | 170 EUR ohne Werbung |
| 32 GB, | WLAN + 4G LTE, |                      | 230 EUR ohne Werbung |

| Prozessor:     | 800 MHz                                                                         |
| RAM:           | 512 MB                                                                          |
| Speicher:      | 8 GB (6 GB verfügbar) bzw. 32 GB (30 GB verfügbar)                              |
| Display:       | 6 Zoll, 1072 × 1448 Pixel, 300 PPI, 16 Graustufen, 5 LED-Hintergrundbeleuchtung |
| Konnektivität: | USB 2.0, WLAN 802.11b/g/n, Bluetooth (Audio-Ausgabe), optional Mobilfunk 4G     |
| Akku:          | 1,32 Ah                                                                         |
| Abmessung:     | 167 mm × 116 mm × 8,18 mm                                                       |
| Gewicht:       | 182 g (WLAN) bzw. 191 g (WLAN + 4G)                                             |

#### Kindle Paperwhite (11. Generation)
Amazon hat die fünfte Generation des Kindle Paperwhite (Modell 2021) am 27. Oktober 2021 veröffentlicht.
Es verfügt über ein 6,8-Zoll-Display mit Kunststofffläche nach Amazons eigenem Design mit 300 ppi und einen bündigen Bildschirm mit 17 LED-Leuchten. Es ist wasserdicht mit einer IPX8-Einstufung, so dass es bis zu eine Stunde lang zwei Meter tief in Süßwasser getaucht werden kann. Es unterstützt die Wiedergabe von Hörbüchern durch Verbindung mit externen Bluetooth-Lautsprechern oder -Kopfhörern.
| 08 GB, | WLAN, | 130 EUR mit Werbung, | 150 EUR ohne Werbung |
| 32 GB, | WLAN, |                      | 190 EUR ohne Werbung |

| Prozessor:     | 800 MHz                                                                            |
| RAM:           | 512 MB                                                                             |
| Speicher:      | 8 GB (6 GB verfügbar), 16 GB (14 GB verfügbar) bzw. 32 GB (30 GB verfügbar)        |
| Display:       | 6,8 Zoll, 1264 × 1680 Pixel, 300 PPI, 16 Graustufen, 17 LED-Hintergrundbeleuchtung |
| Konnektivität: | USB-C, WLAN (2,4- und 5-GHz), Bluetooth (Audio-Ausgabe)                            |
| Abmessung:     | 174 mm × 125 mm × 8,1 mm                                                           |
| Gewicht:       | 205 g (8 GB) bzw. 207 g (32 GB)                                                    |

#### Kindle Paperwhite (12. Generation)
Amazon hat die sechste Generation des Kindle Paperwhite (Modell 2024) im Herbst 2024 veröffentlicht.
Das Display wurde im Vergleich zur Vorgängergeneration leicht vergrößert, auf nun 7 Zoll. Die Auflösung beträgt weiterhin 300 ppi, es können bis zu 16 Graustufen dargestellt werden. Das Gerät ist wasserdicht mit einer IPX8-Einstufung, so dass es bis zu eine Stunde lang zwei Meter tief in Süßwasser getaucht werden kann. Es unterstützt die Wiedergabe von Hörbüchern durch Verbindung mit externen Bluetooth-Lautsprechern oder -Kopfhörern. Neben der Gehäusefarbe Schwarz, wird der Kindle auch mit einer Rückseite in der Farbe Grün oder Rosa angeboten.
| 016 GB, | WLAN, | 170 EUR mit Werbung, | 180 EUR ohne Werbung |
|         |       |                      |                      |

| Prozessor:     | unbekannt                                               |
| RAM:           | unbekannt                                               |
| Speicher:      | 16 GB                                                   |
| Display:       | 7,0 Zoll, 1264 × 1680 Pixel, 300 PPI, 16 Graustufen     |
| Konnektivität: | USB-C, WLAN (2,4- und 5-GHz), Bluetooth (Audio-Ausgabe) |
| Abmessung:     | 177 mm × 128 mm × 7,8 mm                                |
| Gewicht:       | 211 g                                                   |

### Kindle Voyage

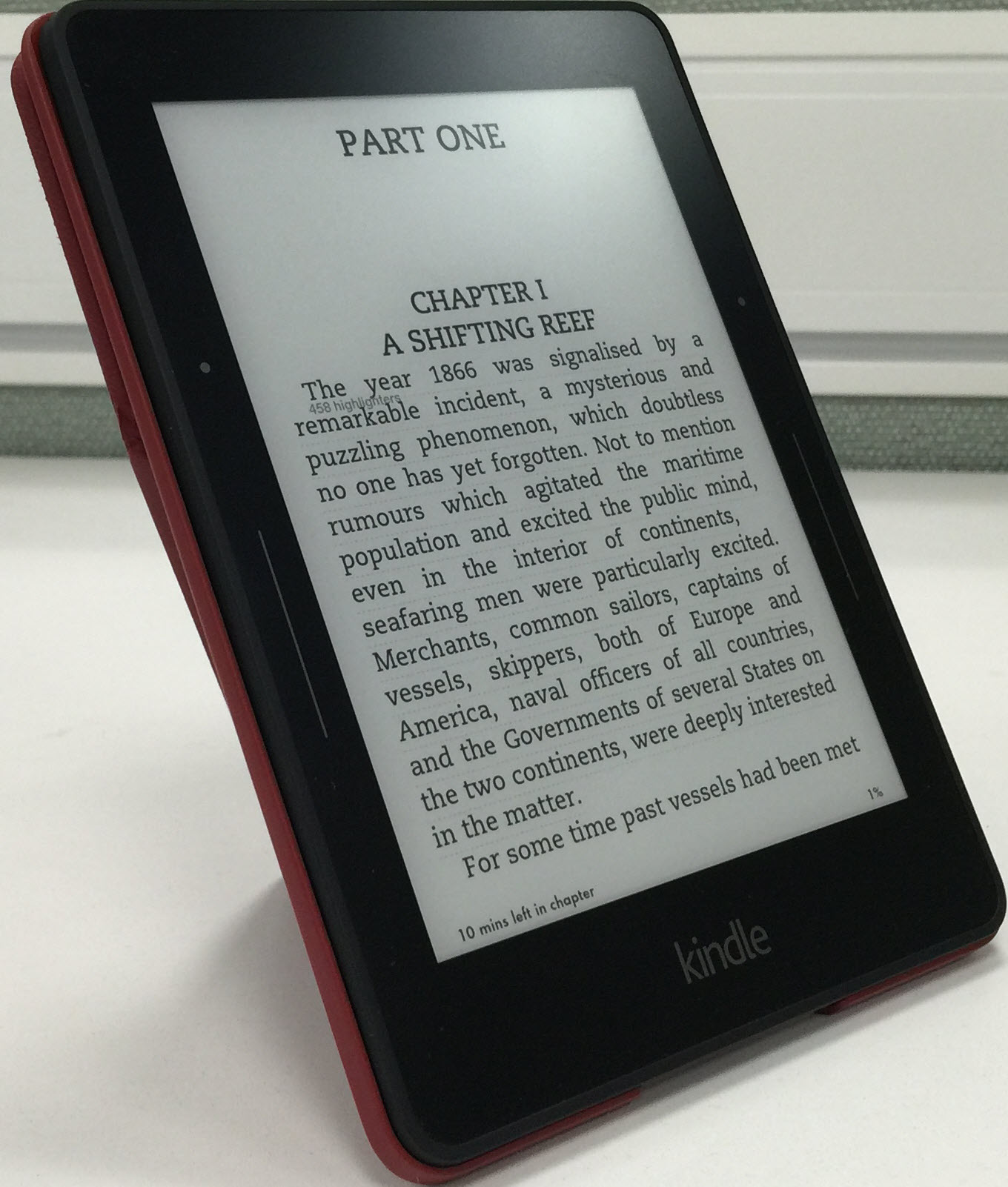
Kindle Voyage (mit Cover)

#### Kindle Voyage (7. Generation)
Kindle Voyage ist seit 21. Oktober 2014 (bzw. Nov.2014) verfügbar. Mit 300 ppi E-Ink Carta HD Display bot er bei Einführung die bis dato höchste Auflösung bei einem Gewicht von 180 Gramm (3G: 188 Gramm). Die sogenannten Pagepress-Tasten sind vier druckempfindliche Stellen zum Blättern, die bei Druck optional ein kurzes Vibrieren auslösen.
| Prozessor:     | 1 GHz                                                                         |
| RAM:           | 512 MB                                                                        |
| Speicher:      | 4 GB (3 GB verfügbar)                                                         |
| Display:       | 6 Zoll, 1072 × 1448 Pixel, 300 PPI, 16 Graustufen, LED-Hintergrundbeleuchtung |
| Konnektivität: | USB 2.0, WLAN 802.11b/g/n                                                     |
| Akku:          | 1,32 Ah                                                                       |
| Abmessung:     | 163 mm × 114 mm × 8 mm                                                        |
| Gewicht:       | 180 g                                                                         |

### Kindle Oasis
Kindle Oasis bezeichnet zwei Kindle in asymmetrischer Bauweise inklusive zweier Hardwaretasten zum Blättern. Die Geräte wurden im April 2016 beziehungsweise im Oktober 2017 vorgestellt. Ein Softwareupdate soll neue Schriftarten sowie die Möglichkeit, die Anzeige zu invertieren, enthalten. Sie haben eine Bluetooth-Schnittstelle.

#### Kindle Oasis (8. Generation)

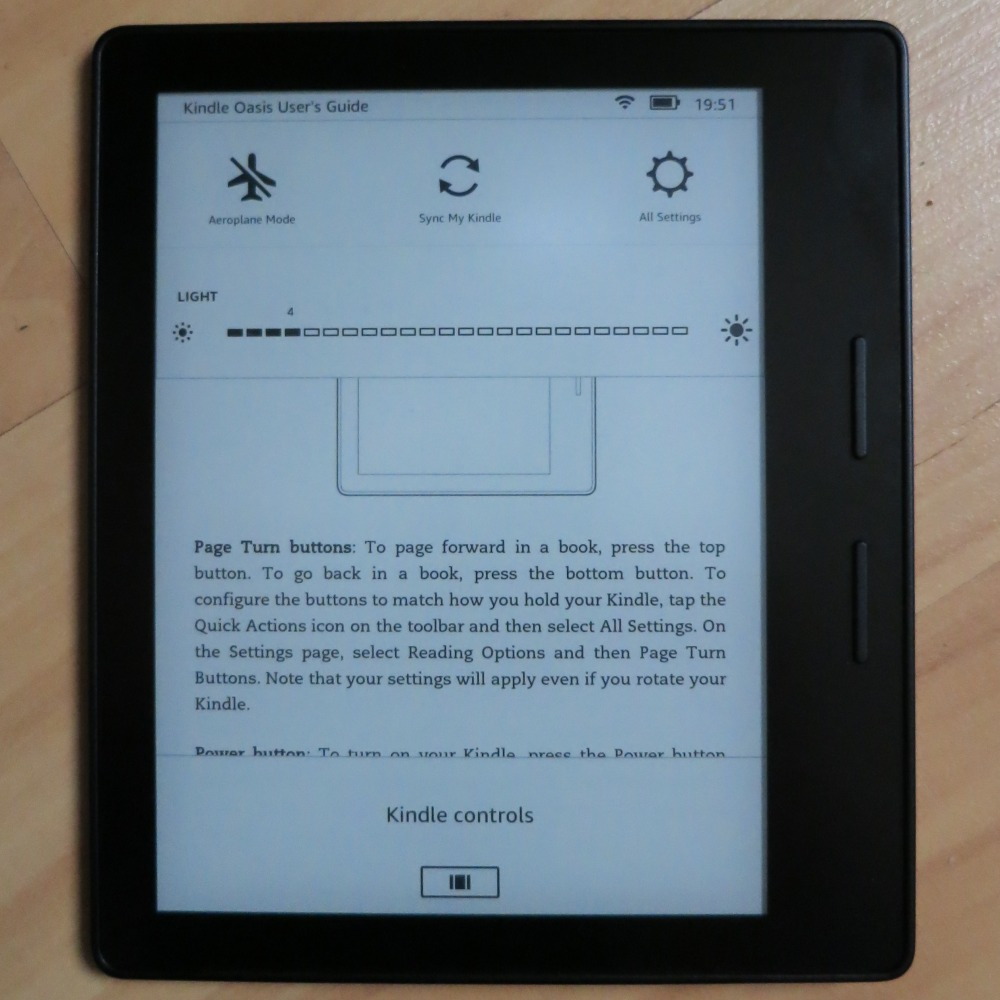
Kindle Oasis (ohne Cover)

Das am 27. April 2016 für 290 Euro erschienene Gerät ist mit 131 Gramm leichter und schlanker als seine Vorgänger Voyage. Ein großer Teil des Akkus ist in die mitgelieferte Hülle ausgelagert, die Akkukombination soll zwei Monate halten. Zehn LEDs im dickeren Teil des Geräts sorgen für helligkeitsregulierbare Beleuchtung. Nutzer berichten von sichtbaren Lichthöfen.
| Prozessor:     | 1 GHz                                                                         |
| RAM:           | 512 MB                                                                        |
| Speicher:      | 4 GB (3 GB verfügbar)                                                         |
| Display:       | 6 Zoll, 1072 × 1448 Pixel, 300 PPI, 16 Graustufen, LED-Hintergrundbeleuchtung |
| Konnektivität: | USB 2.0, WLAN 802.11b/g/n, Bluetooth                                          |
| Akku:          | 245 mAh (1,535 Ah mit Cover)                                                  |
| Abmessung:     | 142 mm × 122 mm × 3 mm (8 mm mit Cover)                                       |
| Gewicht:       | 131 g (238 g mit Cover)                                                       |

#### Kindle Oasis (9. Generation)
Am 11. Oktober 2017 stellte Amazon eine neue wasserdichte Version des Oasis vor, die mit sieben Zoll (17 Zentimeter) größer ist als der Vorgänger und auf eine Zweiteilung des Akkus verzichtet. Hörbücher können über eine Bluetooth-Verbindung abgespielt werden. Der seit Ende Oktober 2017 verfügbare Reader wiegt 194 Gramm und ist für 230 Euro erhältlich.
| Prozessor:     | 1 GHz                                                                         |
| RAM:           | 512 MB                                                                        |
| Speicher:      | 8 GB (6 GB verfügbar) bzw. 32 GB (30 GB verfügbar)                            |
| Display:       | 7 Zoll, 1680 × 1264 Pixel, 300 PPI, 16 Graustufen, LED-Hintergrundbeleuchtung |
| Konnektivität: | USB 2.0, WLAN 802.11b/g/n, Bluetooth                                          |
| Akku:          | 1 Ah                                                                          |
| Abmessung:     | 160 mm × 142 mm × 8 mm                                                        |
| Gewicht:       | 194 g                                                                         |

#### Kindle Oasis (10. Generation)
Am 24. Juli 2019 brachte Amazon den Kindle Oasis der 3. Generation auf den Markt, der umgangssprachlich als Oasis 3 bezeichnet wird. Äußerlich ist er nahezu identisch mit dem Oasis der 2. Generation: wasserdicht, Aluminium außen, Bluetooth-Unterstützung und Micro-USB zum Aufladen. Es verfügt über eine 12-LED-Hintergrundbeleuchtung, mit der die Farbtemperatur an wärmere Töne angepasst werden kann. Dies ist der erste Kindle, der dies kann.
The Verge gab dem Oasis 3 eine 8 von 10 und lobte sein Design, sein Display und sein wärmeres E-Ink-Display, kritisierte aber seine hohen Kosten, das fehlende USB-C und das glanzlose Update gegenüber dem 2017er-Modell. Seit Mitte April 2024 ist die Verfügbarkeit des Oasis eingeschränkt.
| Prozessor:     | i.MX7 Dual Core 1 GHz                                                            |
| RAM:           | 512 MB                                                                           |
| Speicher:      | 8 GB (6,2 GB verfügbar) bzw. 32 GB (30,2 GB verfügbar)                           |
| Display:       | 7 Zoll, 1680 × 1264 Pixel, 300 PPI, 16 Graustufen, 12 LED-Hintergrundbeleuchtung |
| Konnektivität: | USB 2.0, WLAN 802.11b/g/n, Bluetooth                                             |
| Akku:          | 1,13 Ah                                                                          |
| Abmessung:     | 159 mm × 141 mm × 3,4 - 8,4 mm                                                   |
| Gewicht:       | 188 g                                                                            |

## Kindle auf anderen Plattformen
Kindle-Bücher können auch auf anderen Plattformen, wie Mac OS X, Android, iOS, BlackBerry OS sowie verschiedenen Microsoft-Windows-Systemen, gelesen werden. Auf der jeweiligen Plattform wird dazu eine Software (App) installiert. Über das Amazon Whispernet können die Inhalte (etwa Bücher, Notizen, Lesezeichen, aktuelle Leseposition) synchronisiert werden. Weiterhin ermöglicht die Web-Anwendung „Kindle Cloud Reader“ Bücher, die sich in der Kindle Cloud befinden, im Webbrowser zu lesen.

## Vermarktung und Marktposition
Bei der Vermarktung des Kindle bedient sich Amazon der Strategie des Viral-Marketings, des Marketings durch Empfehlung. In einem von Amazon betriebenen Online-Kontaktforum mit dem Slogan „See a Kindle in Your City“ haben Interessenten und potenzielle Käufer die Möglichkeit, Kontakt zu einem bereits überzeugten Nutzer des E-Book-Readers in ihrer Umgebung zu knüpfen, sich mit diesem zu treffen, das Gerät anzuschauen und sich erklären zu lassen. Auf diese Weise ist seit der Markteinführung des Geräts ein recht großes und weiter wachsendes soziales Netzwerk vor allem in den US-Metropolen entstanden.
Im Februar 2009 veröffentlichte der amerikanische Schriftsteller Stephen King die Novelle UR, die zum Zeitpunkt des Erscheinens zunächst exklusiv nur für Kindle verfügbar war und sich auch inhaltlich um dieses Gerät dreht. Später wurde sie aber auch in der Kurzgeschichtensammlung Basar der bösen Träume regulär veröffentlicht.
Nach gescheiterten Verhandlungen mit den deutschen Telekommunikationsanbietern verkündete Amazon im Juni 2009, dass Kindle in absehbarer Zeit nicht auf dem deutschen Markt erscheinen werde. Im Juli 2009 sank der Preis in den USA um ein Siebtel auf 299 Dollar, und in China erschien ein Plagiat des Kindle 2. Seit dem 19. Oktober 2009 ist er jedoch auch in Deutschland verfügbar. Am 21. April 2011 ging der deutsche Kindle Store mit deutschen Inhalten online.
Im Sommer 2010 wurden bei Amazon USA mehr Kindle-Bücher als Hardcover-Bücher erworben. So verkaufte das Versandhaus im Juni 2010 auf 100 konventionelle Bücher 180 Kindle-Bücher. Damit hat sich der Verkauf der E-Books im ersten Halbjahr 2010 im Vergleich zum ersten Halbjahr 2009 mehr als verdreifacht. Ein Grund für die gestiegenen Zahlen ist der erneut gesunkene Preis für den Kindle, der den Verkauf der Geräte verdreifacht hat. Im Juli 2010 lag der Preis der Hardware bei 189 US-Dollar. Am 19. Mai 2011 gab Amazon bekannt, dass seit 1. April 2011 auf 100 gedruckte Bücher 105 kostenpflichtige E-Books bei Amazon.com verkauft wurden; nicht eingerechnet wurden kostenlose E-Books.
Bisher gibt es keine offiziellen Angaben zur Zahl der bisher verkauften Kindle-Geräte; Schätzungen Anfang 2010 lagen bei 3.000.000 verkauften Geräten bis Ende 2009. Im März 2011 veröffentlichte IDC in einer Studie weltweite Verkäufe von rund 12,8 Millionen E-Book-Readern für das Jahr 2010, darunter 48 % (≈ 6,1 Mio.) Amazon-Kindle-Modellen. Nach Einführung der Kindle-4-Modelle Ende 2011 veröffentlichte Amazon erstmals Verkaufszahlen: so seien zwischen Mitte November und Mitte Dezember 2011 wöchentlich über eine Million Kindle-Geräte abgesetzt worden; dies umfasse alle lieferbaren Geräte (Kindle 3/Keyboard, Kindle 4 und Kindle Fire).

## Kindle Direct Publishing
Mit Kindle Direct Publishing (KDP) stellt Amazon eine Plattform bereit, die es Autoren und (kleinen) Verlagen erlaubt, E-Books bei Amazon zu veröffentlichen. Der Dienst wird kostenfrei angeboten, Amazon behält jedoch 30–65 % der erzielten Umsätze als Provision ein. Bei der Veröffentlichung legt der Autor u. a. den Verkaufspreis und das Verbreitungsgebiet fest, Amazon behält sich jedoch selbständige Preisänderungen vor. Die Entscheidung, ob das E-Book mit DRM versehen wird, liegt beim Autor oder Verlag.

## Digitale Rechteverwaltung
Das Amazon-Kindle-System, bestehend aus Kindle-Shop, Kindle-Geräten und Lese-Apps für PCs, Tablets und Smartphones, nutzt eine Amazon-eigene digitale Rechteverwaltung (DRM). Über den Kindle-Shop gekaufte DRM-geschützte Bücher können nur auf Geräten und Apps gelesen werden, die auf ein Amazon-Konto registriert sind. Eine Weitergabe der E-Books soll dadurch verhindert werden. Der Verlag oder der Autor legt fest, ob ein E-Book mit oder ohne DRM versehen ist, nicht Amazon.
Das DRM des Kindle wurde geknackt, so dass eine Entfernung des Kopierschutzes unter bestimmten Voraussetzungen möglich ist.

## Side Loading
DRM-freie E-Books aus anderen Quellen oder auch selbst erstellte Texte in den Formaten DOC, DOCX, PDF, HTML, HTM, TXT, RTF, JPEG, JPG, GIF, PNG, BMP, EPUB und MOBI können per E-Mail an das Gerät gesendet, worauf diese automatisch von Amazon in ein kompatibles Format konvertiert und dann im Kindle-Format (AZW bzw. AZW3) gelesen werden. Ab Ende 2022 soll der Versand von Dateien in den Formaten AZW und MOBI an die Geräte nicht mehr möglich sein. Jedoch sollen auf den Geräten vorhandene Dateien im MOBI Format weiterhin gelesen werden können. Des Weiteren können Dokumente im Kindle-Format oder als MOBI-Datei per USB-Kabel auf das Gerät überspielt oder als „Dokument“ in die Cloud des eigenen Kunden-Accounts bei Amazon hochgeladen und von dort von allen damit verbundenen Geräten und Lese-Apps abgerufen werden. Der kostenlose Speicher für „Dokumente“ ist zurzeit auf 5 GB begrenzt.

## Umsatzsteuer gekaufter E-Books
Kindle-E-Books wurden bis Ende 2014 mit 3 % Umsatzsteuer in Luxemburg versteuert. Daher erhielten Käufer außerhalb Luxemburgs einen Kaufbeleg ohne ausgewiesene Umsatzsteuer. Seit Januar 2015 findet für Kunden aus der EU eine Besteuerung entsprechend dem Kundenland statt.

## Kritik
Kopierschutz
Durch die Nutzung eines proprietären DRM-Systems können bei Amazon gekaufte E-Books nur von Kindle E-Book-Readern (und Kindle Apps) geöffnet werden. Außerdem sind einige Funktionen des Kindles ohne aktives Kundenkonto oder bei einer Sperrung nicht benutzbar. Darüber hinaus kann der Zugang zu Informationen nachträglich beschränkt werden. Nur bei DRM-freien E-Books von Amazon lässt sich das Format für andere E-Book-Leser umwandeln. Kopiergeschützte EPUB- und PDF-Dateien können vom Kindle nicht gelesen werden.
Löschen von E-Books
Am 17. Juli 2009 löschte Amazon bestimmte über den Kindle Store gekaufte Kindle-Texte, darunter Farm der Tiere und 1984 von George Orwell von den Geräten seiner Kunden, da dem Verleger die Rechte zur Veröffentlichung als E-Book fehlten. Nach lauten Protesten verkündete der Amazon-Sprecher Drew Herdener, dass dies in Zukunft nicht mehr vorkommen solle.
Vorlesefunktion
Die Vorlesefunktion des Kindle Keyboards verletzt nach Ansicht des Autorenverbandes Authors Guild die Audiorechte der Autoren und sei illegal. Der Kindle mache aus Büchern Hörbücher, ohne dass diese Zweitverwertung von Amazon vergütet würde. Aus diesem Grund hat Amazon den Verlegern die Möglichkeit eingeräumt, bei einzelnen Büchern die Vorlesefunktion zu deaktivieren.